# Kodeks Cospi

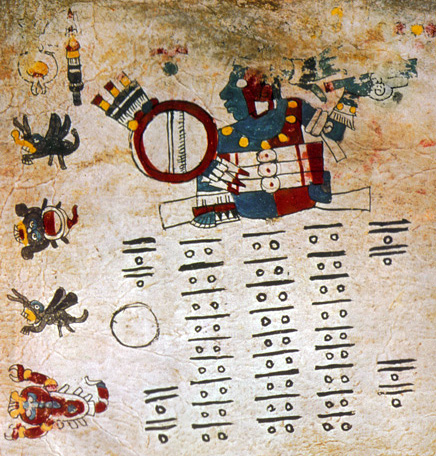
Kodeks Cospiego – strona z czwartej sekcji rękopisu.

Kodeks Cospiego – aztecki dokument prekolumbijski zawierający informacje na temat astrologii i magii.

## Informacje ogólne
Kodeks Cospiego napisany został w języku nahuatl, pochodzi z okolic Choluli w Meksyku, i jest spuścizną kultury Puebla-Tlaxcala. Swoją nazwę zawdzięcza markizowi Fernandowi Cospiemu, który podarował manuskrypt 26 grudnia 1665 Bibliotece Uniwersyteckiej w Bolonii. Kodeks wchodzi w skład Kodeksów Borgii. Prawdopodobnie pochodzi z okresu przed konkwistą.

## Opis
Kodeks Cospiego jest ręcznie malowanym dokumentem, sporządzonym ze zwierzęcej skóry i do dziś zachowany w bardzo dobrym stanie. Stylem podobny jest do ceramicznych polichromowych rysunków z Nochistlan kultury Mixteca Alta, jak również ze stylem Cholula – Tlaxcala. Składa się z 20 złożonych stron w formacie 180 × 180 mm i długości 3,30 m.
Na pierwszej stronie umieszczono podział kodeksu na trzy sekcje, z których każda dotyczy 260 dniowego kalendarza azteckiego tonalamatl, ujętego w trzech różnych aspektach. Strona druga, początkowo pusta, została zapisana przez późniejszego skrybę i zawiera notatkę o jedenastu rytuałach odbywających się podczas świąt.
Dokument zawiera również sekcje czwartą, która jest napisana zupełnie innym stylem niż poprzednie. Jego treść nie jest do końca jasna. Prawdopodobnie przedstawiają bogów, którym składano ofiary oraz daty lub liczby przedstawione za pomocą linii i kropek.

## Publikacje
Do najważniejszej edycji rękopisu należy wydanie z 1968 autora J. B. Glass, tłumaczenia i streszczenia K. A. Nowotny (32 strony i 6 ilustracji).  Kodeks wydany został w oprawie skórzanej
Prawdziwy rękopis w znajduje się w Bibliotece Uniwersytetu Bolonia.